# شعبانعلی اسلامی
شعبانعلی اسلامی (زاده ۱۳۳۸ - درگذشته ۱۴ خرداد ۱۳۹۷) تهیه‌کننده و مدیر تولید فیلم اهل ایران بود.
او فعالیت در تئاتر را از سال ۱۳۵۹ در یزد، در ارومیه بازیگری و کارگردانی و فعالیت در سینما از ۱۳۶۶ با ایستگاه (برنامه‌ریز) آغاز کرد.

## فیلم‌شناسی

### سینمایی
- پنجه در خاک (۱۳۷۶)
- ویرانگر (۱۳۷۴)
- سربلند (۱۳۷۳)
- مرضیه (۱۳۷۳)
- آخرین خون (۱۳۷۲)
- گریز (۱۳۷۱)
- گل‌ها و گلوله‌ها (۱۳۷۰)
- جستجوگر (۱۳۶۸)
- اتوبوس (۱۳۶۴)

### تلویزیونی
1. مجموعه تلویزیونی «مادر» (۱۳۷۸ به علاوه نویسنده به همراه همسرش)